# Microtegeus granulatus
Microtegeus granulatus är en kvalsterart som beskrevs av Wang och Shen 200. Microtegeus granulatus ingår i släktet Microtegeus och familjen Microtegeidae. Inga underarter finns listade i Catalogue of Life.